# Paul Shaffer

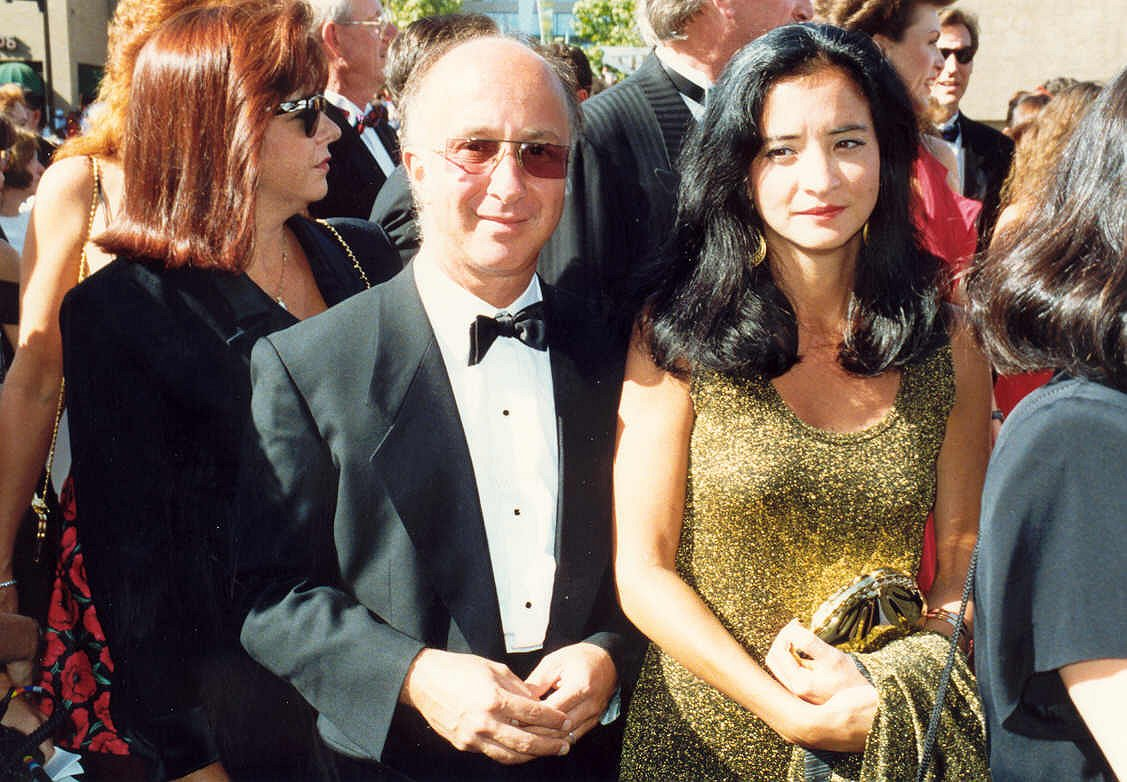
Paul Shaffer und Ehefrau 1992 bei der Verleihung der Emmy-Awards

Paul Allen Wood „Shiv“ Shaffer (* 28. November 1949 in Fort William, Ontario) ist ein kanadischer Keyboarder, Musikproduzent und Komponist.

## Leben
1979 schrieb er zusammen mit Paul Jabara den Disco-Titel It’s Raining Men, der 1982 durch die Weather Girls populär wurde und in Deutschland bis auf Platz 43 der Charts stieg. Zwischen 1982 und 2015 leitete er die Band der von David Letterman moderierten Late-Night-Shows. 1985 war er der Bandleader beim Live-Aid-Festival.
Er komponierte die Musik für den Film Blues Brothers 2000 und spielt darin auch eine kleine Nebenrolle. Ebenso hatte er auch weitere kleine Auftritte in Filmen und Serien wie This Is Spinal Tap, Ed – Der Bowling-Anwalt und How I Met Your Mother (Staffel 8, Folge 15) sowie dem Weihnachtsfilm A Very Murray Christmas. Er spielte mit vielen internationalen Musikern unter anderem Eric Clapton, Gloria Estefan und Justin Timberlake.
Von September bis Oktober 2019 nahm Shaffer als Skeleton an der zweiten Staffel der US-amerikanischen Version von The Masked Singer teil und erreichte den zwölften von insgesamt 16 Plätzen.